# Плавання на літніх Олімпійських іграх 2020 — 200 метрів батерфляєм (чоловіки)
Змагання з плавання на 200 метрів батерфляєм серед чоловіків на літніх Олімпійських іграх 2020 тривали з 26 до 28 липня 2021 року в Олімпійському центрі водних видів спорту. Це була сімнадцята поспіль поява цієї дисципліни на Олімпійських іграх. Її проводили на кожній Олімпіаді починаючи з 1956 року.

## Рекорди
Перед цими змаганнями чинні світовий і олімпійський рекорди були такими:
| Світовий рекорд     | Кріштоф Мілак (HUN) | 1:50.73 | Кванджу, Південна Корея             | 24 липня 2019  | [ 2 ] [ 3 ] |
| Олімпійський рекорд | Майкл Фелпс (USA)   | 1:52.03 | Пекін, Китайська Народна Республіка | 13 серпня 2008 | [ 4 ]       |

## Кваліфікація
Олімпійський кваліфікаційний норматив для цієї дисципліни становить 1 хвилина 56,48 секунди. За цим нормативом від кожного Національного олімпійського комітету (NOC) можуть автоматично кваліфікуватися щонайбільше два плавці, виконавши його на затверджених кваліфікаційних змаганнях. Норматив олімпійського відбору становить 1 хвилина 59,97 секунди. За цим нормативом від кожного НОК може кваліфікуватися щонайбільше один плавець, що посідає досить високе місце у світовому рейтингу, поки не буде вичерпано квоту для всіх плавальних дисциплін. НОК, що ще не має плавця в жодній дисципліні, може скористатися зі свого права на універсальну квоту.

## Формат змагань
Змагання складаються з трьох раундів: попередні запливи, півфінали та фінал. Плавці, що показали 16 найкращих результатів у попередніх запливах, виходять до півфіналів. Плавці, що показали 8 найкращих результатів у півфіналах, виходять до фіналу. У тому разі, коли на останнє місце потрапляння до півфіналів чи фіналу претендують два чи більше плавця з однаковим часом, передбачено перепливання.

## Розклад
Змагання тривають три дні, кожний раунд наступного дня.
Вказано японський стандартний час (UTC + 9)
| Дата     | Час   | Раунд             |
| -------- | ----- | ----------------- |
| 26 липня | 19:17 | Попередні запливи |
| 27 липня | 11:35 | Півфінали         |
| 28 липня | 10:49 | Фінал             |

## Результати

### Попередні запливи
Плавці, що показали 16 найкращих результатів незалежно від запливу, виходять до півфіналу.
| Місце | Заїзд | Доріжка | Плавець              | Країна                           | Час     | Примітки |
| ----- | ----- | ------- | -------------------- | -------------------------------- | ------- | -------- |
| 1     | 5     | 4       | Кріштоф Мілак        | Угорщина (HUN)                   | 1:53.58 | Q        |
| 2     | 4     | 3       | Ван Гуань-Хун        | Китайський Тайбей (TPE)          | 1:54.44 | Q        |
| 3     | 5     | 7       | Леонардо де Деус     | Бразилія (BRA)                   | 1:54.83 | Q        |
| 4     | 4     | 6       | Зак Гартінґ          | США (USA)                        | 1:54.92 | Q        |
| 5     | 3     | 6       | Ное Понті            | Швейцарія (SUI)                  | 1:55.05 | Q        |
| 6     | 5     | 3       | Томору Хонда         | Японія (JPN)                     | 1:55.10 | Q        |
| 7     | 4     | 5       | Федеріко Бурдіссо    | Італія (ITA)                     | 1:55.14 | Q        |
| 8     | 3     | 4       | Тамаш Кендереші      | Угорщина (HUN)                   | 1:55.18 | Q        |
| 9     | 4     | 4       | Сето Дайя            | Японія (JPN)                     | 1:55.26 | Q        |
| 10    | 3     | 1       | Джакомо Каріні       | Італія (ITA)                     | 1:55.33 | Q        |
| 11    | 3     | 2       | Гуннар Бенц          | США (USA)                        | 1:55.46 | Q        |
| 12    | 4     | 7       | Олександр Кудашев    | Олімпійський комітет Росії (ROC) | 1:55.54 | Q        |
| 13    | 5     | 1       | Кшиштоф Хмелевський  | Польща (POL)                     | 1:55.77 | Q        |
| 14    | 4     | 1       | Луї Кроенен          | Бельгія (BEL)                    | 1:55.78 | Q        |
| 15    | 3     | 7       | Леон Маршан          | Франція (FRA)                    | 1:55.85 | Q        |
| 16    | 5     | 5       | Чад ле Клос          | ПАР (RSA)                        | 1:55.96 | Q        |
| 17    | 5     | 6       | Давід Томасберґер    | Німеччина (GER)                  | 1:56.04 |          |
| 18    | 5     | 2       | Метью Темпл          | Австралія (AUS)                  | 1:56.25 |          |
| 19    | 2     | 1       | Томое Дзенімото Гвас | Норвегія (NOR)                   | 1:56.30 |          |
| 20    | 3     | 5       | Антані Іванов        | Болгарія (BUL)                   | 1:56.36 |          |
| 21    | 3     | 3       | Денис Кесіль         | Україна (UKR)                    | 1:56.37 |          |
| 22    | 2     | 6       | Ке Чженвень          | Сінгапур (SGP)                   | 1:56.42 |          |
| 23    | 2     | 3       | Брендан Гайланд      | Ірландія (IRL)                   | 1:57.09 |          |
| 24    | 2     | 4       | Саджан Пракаш        | Індія (IND)                      | 1:57.22 |          |
| 25    | 2     | 2       | Крегор Зірк          | Естонія (EST)                    | 1:57.26 |          |
| 26    | 2     | 7       | Олексій Санков       | Молдова (MDA)                    | 1:57.55 |          |
| 27    | 3     | 8       | Якуб Маєрський       | Польща (POL)                     | 1:57.91 |          |
| 28    | 4     | 8       | Мун Син У            | Південна Корея (KOR)             | 1:58.09 |          |
| 29    | 2     | 5       | Ігор Трояновський    | Україна (UKR)                    | 1:58.37 |          |
| 30    | 5     | 8       | Етан дю През         | ПАР (RSA)                        | 1:58.50 |          |
| 31    | 2     | 8       | Луїс Вега Торрес     | Куба (CUB)                       | 1:59.00 |          |
| 32    | 1     | 6       | Айман Кельзі         | Сирія (SYR)                      | 1:59.57 |          |
| 33    | 1     | 2       | Матін Бальсіні       | Іран (IRI)                       | 1:59.97 | NR       |
| 34    | 1     | 3       | Кінан Долс           | Ямайка (JAM)                     | 2:00.25 |          |
| 35    | 4     | 2       | Девід Морган         | Австралія (AUS)                  | 2:00.27 |          |
| 36    | 1     | 5       | Навафат Вонгчароен   | Таїланд (THA)                    | 2:01.43 |          |
| 37    | 1     | 4       | Ріхард Надь          | Словаччина (SVK)                 | 2:01.91 |          |
| 38    | 1     | 7       | Сімон Бахманн        | Сейшельські Острови (SEY)        | 2:03.54 |          |

### Півфінали
Плавці, що показали 8 найкращих результатів незалежно від запливу, виходять до фіналу.
| Місце | Заїзд | Доріжка | Swimmer             | Країна                           | Час     | Примітки |
| ----- | ----- | ------- | ------------------- | -------------------------------- | ------- | -------- |
| 1     | 2     | 4       | Кріштоф Мілак       | Угорщина (HUN)                   | 1:52.22 | Q        |
| 2     | 2     | 5       | Леонардо де Деус    | Бразилія (BRA)                   | 1:54.97 | Q        |
| 3     | 1     | 8       | Чад ле Клос         | ПАР (RSA)                        | 1:55.06 | Q        |
| 4     | 2     | 6       | Федеріко Бурдіссо   | Італія (ITA)                     | 1:55.11 | Q        |
| 5     | 1     | 6       | Тамаш Кендереші     | Угорщина (HUN)                   | 1:55.17 | Q        |
| 6     | 2     | 7       | Гуннар Бенц         | США (USA)                        | 1:55.28 | Q        |
| 7     | 2     | 1       | Кшиштоф Хмелевський | Польща (POL)                     | 1:55.29 | Q        |
| 8     | 1     | 3       | Томору Хонда        | Японія (JPN)                     | 1:55.31 | Q        |
| 9     | 1     | 5       | Зак Гартінґ         | США (USA)                        | 1:55.35 |          |
| 10    | 2     | 3       | Ное Понті           | Швейцарія (SUI)                  | 1:55.37 |          |
| 11    | 2     | 2       | Сето Дайя           | Японія (JPN)                     | 1:55.50 |          |
| 12    | 1     | 7       | Олександр Кудашев   | Олімпійський комітет Росії (ROC) | 1:55.51 |          |
| 13    | 1     | 4       | Ван Гуань-Хун       | Китайський Тайбей (TPE)          | 1:55.52 |          |
| 14    | 2     | 8       | Леон Маршан         | Франція (FRA)                    | 1:55.68 |          |
| 15    | 1     | 2       | Джакомо Каріні      | Італія (ITA)                     | 1:55.95 |          |
| 16    | 1     | 1       | Луї Кроенен         | Бельгія (BEL)                    | 1:56.67 |          |

### Фінал
| Місце | Доріжка | Ім'я                | Країна         | Час     | Примітки |
| ----- | ------- | ------------------- | -------------- | ------- | -------- |
| 1     | 4       | Кріштоф Мілак       | Угорщина (HUN) | 1:51.25 | OR       |
| 2     | 8       | Томору Хонда        | Японія (JPN)   | 1:53.73 |          |
| 3     | 6       | Федеріко Бурдіссо   | Італія (ITA)   | 1:54.45 |          |
| 4     | 2       | Тамаш Кендереші     | Угорщина (HUN) | 1:54.52 |          |
| 5     | 3       | Чад ле Клос         | ПАР (RSA)      | 1:54.93 |          |
| 6     | 5       | Леонардо де Деус    | Бразилія (BRA) | 1:55.19 |          |
| 7     | 7       | Гуннар Бенц         | США (USA)      | 1:55.46 |          |
| 8     | 1       | Кшиштоф Хмелевський | Польща (POL)   | 1:55.88 |          |